# Rosa alexeenkoi
Rosa alexeenkoi es una especie de planta del género Rosa, de la familia Rosaceae.

## Taxonomía
Rosa alexeenkoi fue descrita por Crép. ex Juz. en 1941.

## Distribución
Se encuentra en el territorio de Transcaucasia.